# Thecla catalasquensis
Thecla catalasquensis är en fjärilsart som beskrevs av Hayward 1967. Thecla catalasquensis ingår i släktet Thecla och familjen juvelvingar. Inga underarter finns listade i Catalogue of Life.